# Medeyrolles
Medeyrolles är en kommun i departementet Puy-de-Dôme i regionen Auvergne-Rhône-Alpes i centrala Frankrike. Kommunen ligger i kantonen Viverols som tillhör arrondissementet Ambert. År 2022 hade Medeyrolles 116 invånare.

## Befolkningsutveckling
Antalet invånare i kommunen Medeyrolles
| Referens: INSEE |